# نقش رجب
نقش رجب جایگاه یکی از آثار ارزشمند حجاری باستانی ایران است. این محل در۱۳ کیلومتری شهر مرودشت و در فاصله ۳ کیلومتری شمال تخت جمشید و سمت راست راه شاهی واقع است. راه شاهی شاهراهی بوده که در بیست و پنج قرن پیش، شوش یکی از پایتخت‌های شاهنشاهی ایران را به شهر سارد پایتخت لیدی در منتهی‌الیه غربی شبه‌جزیره آناتولی فعلی مربوط می‌ساخته‌است. در این محل، در دامنه کوه، محوطه روباز غار مانندی است که بر سه بدنه شمالی شرقی و جنوبی‌اش سه مجلس از مراسم تاجگذاری شاهان ساسانی حجاری گردیده‌است. این مکان به همراه نقش رستم در حال ثبت در میراث جهانی یونسکو می‌باشد.

## تاریخچه نقش رجب
این اثر تاریخی در سال ۱۳۱۰ خورشیدی و با شماره ۲۲ به عنوان یک یادگاری ارزشمند از حکومت ساسانی در فهرست آثار ملی ایران به ثبت رسید. همین موضوع باعث شده است سالانه گردشگران زیادی به این مکان دیدنی سفر کنند و با معماری جذاب و خیره‌کننده آن آشنا شوند. معماری این بنا به سبک یونانی بوده است.

## مجلس یکم

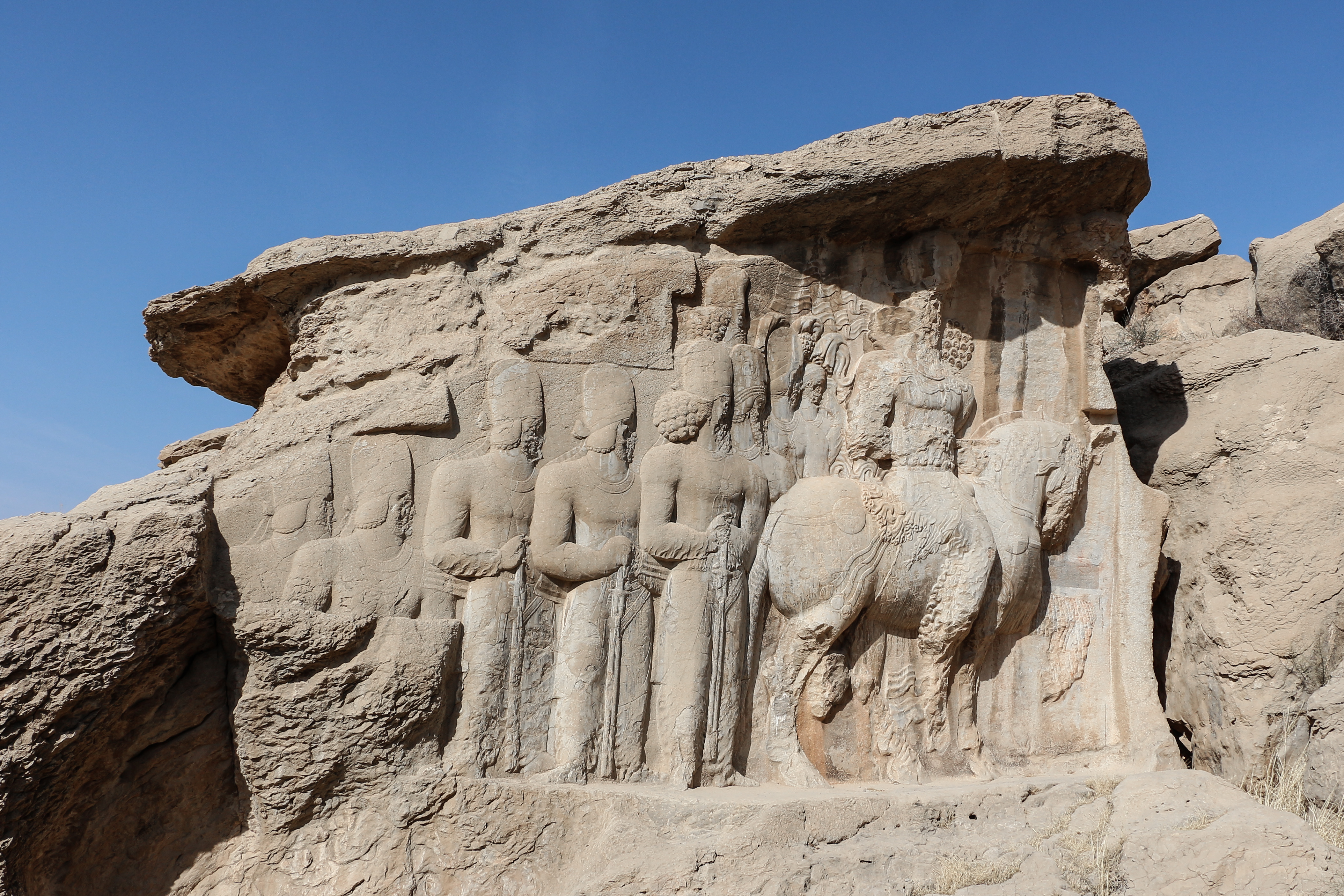
نقش‌برجسته شاپور یکم

در مجلس یکم که در شمال این محوطه کوچک قرار گرفته و یک متر و نیم بالاتر از سطح زمین است، شاپور یکم دومین شاهنشاه ساسانی سوار بر اسب درشت اندامی است و در پشت سر شاهنشاه ۹ نفر از بزرگان کشور ایستاده‌اند. چنین به نظر می‌رسد که این جمع برای گرفتن تاج شاهنشاهی، یا حضور در مجلس شادی، یا برای امر مهمی افتخار حضور دارند.
در سینه اسب شاهنشاه چهار سطر به خط پهلوی ساسانی حجاری شده و نزدیک آن شش سطر خط یونانی به همان مضمون کنده شده‌است.
مضمون سنگ‌نوشته چنین است:
«اهورامزداپرست، خداوندگار شاپور، شاهنشاه ایران و انیران، فرستاده از طرف خدا، پسر اهورامزداپرست خداوندگار اردشیر شاهنشاه ایران و انیران، فرستاده از سوی خدا، پسر خداوند پاپک شاه».

## مجلس دوم

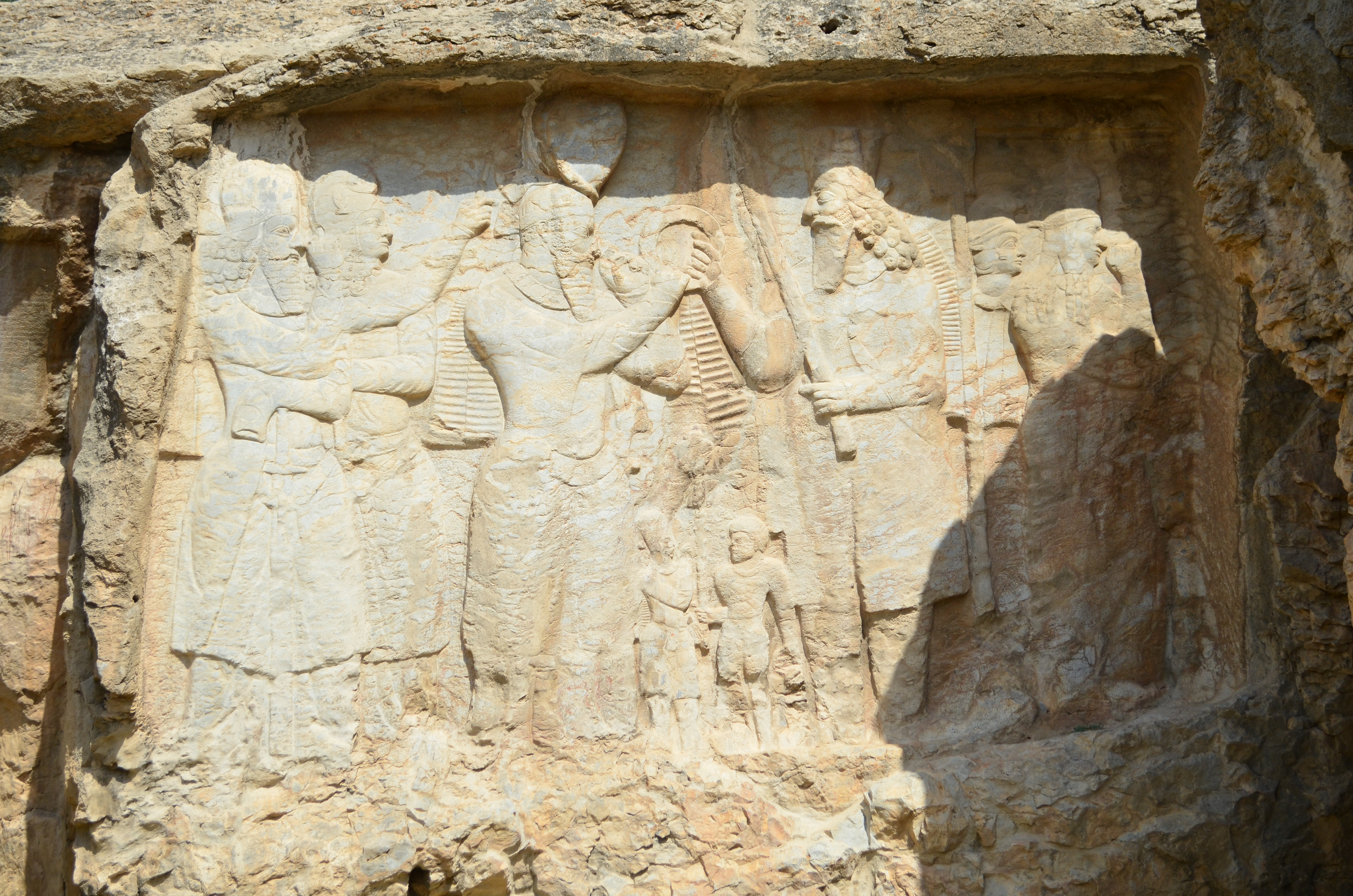
نقش‌برجسته تاج‌گذاری اردشیر بابکان

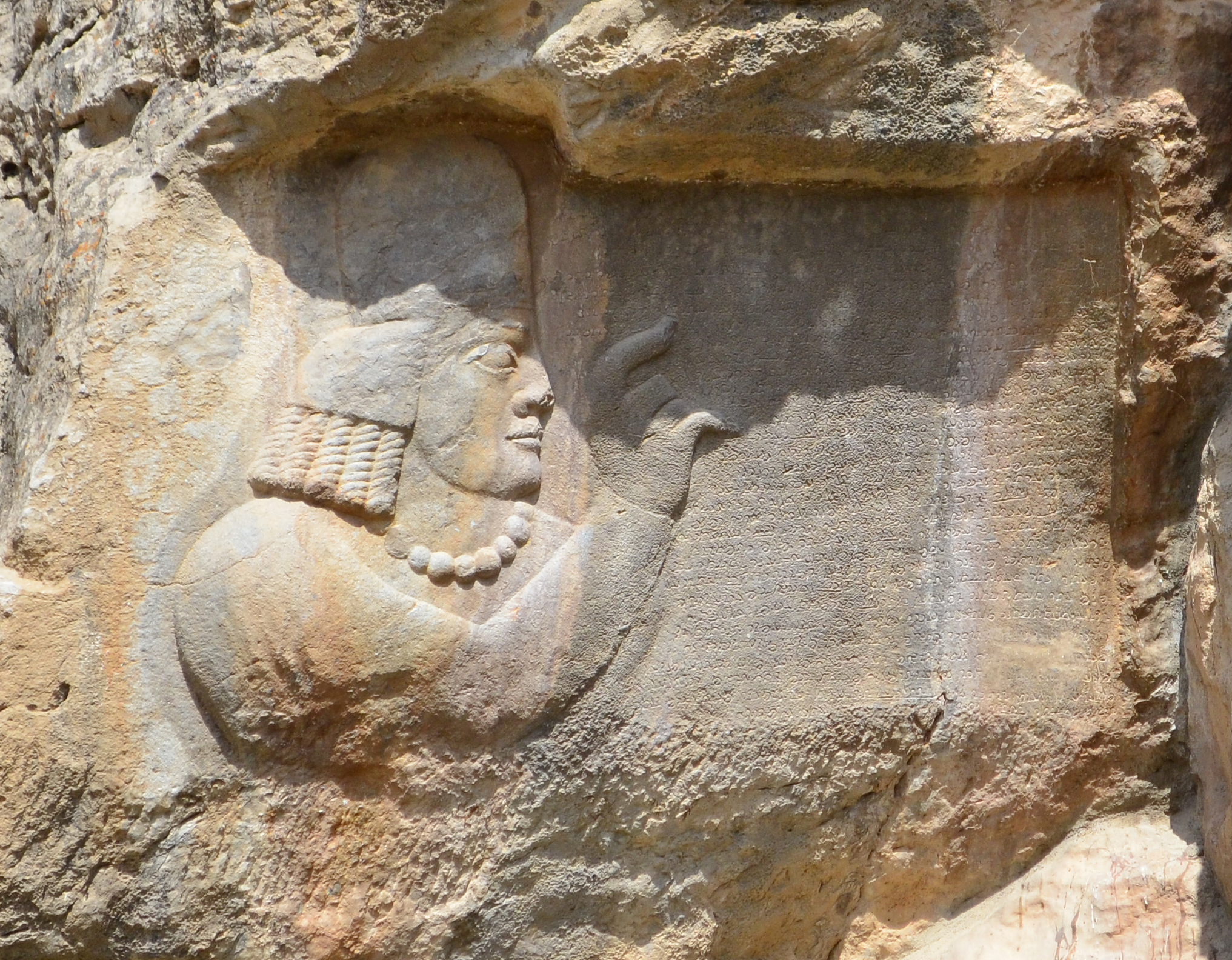
سنگ‌نگاره و سنگ‌نوشتهٔ کرتیر

مجلس دوم در وسط نشان‌دهنده مراسم تاجگذاری اردشیر بابکان بنیانگذار شاهنشاهی ساسانی است. این مجلس که چهار متر و نیم پهنا دارد از هشت نفر مرد و زن و کودک تشکیل یافته و همان‌طور که می‌نمایاند تاج یا حلقه پادشاهی از طرف روحانی عالی‌مقام «موبدان موبد» یا مظهر اهورامزدا به شاهنشاه اعطا می‌گردد. در پشت سر شاهنشاه دو نفر دیده می‌شوند که یکی از آن دو از ملازمان درباریست که مگس پرانی بالای سر شاهنشاه نگاهداشته و دیگری یکی از بزرگان کشور است که به حالت احترام ایستاده‌است. در جلو شاهنشاه و اعطاکننده تاج، دو کودک روبه‌روی هم ایستاده‌اند، یکی از آن‌ها که در جلو شاهنشاه ایستاده به‌ظاهر ولیعهد و فرزند شاهنشاه است. مظهر اهورامزدا یا روحانی بزرگ با یک دست، تاج را به اردشیر می‌دهد و با دست دیگر، عصای پادشاهی را به شاهنشاه تقدیم می‌نماید و پشت سر او دو نفر از بانوان درباری دیده می‌شوند که به‌طور جداگانه مراسم احترام را به‌جا می‌آورند. بیرون از این مجلس، به‌طرف چپ، تصویر حجاری شده انسانی را می‌بینیم که دست راست را به‌حال احترام برداشته و سنگ‌نوشته‌ای را نشان می‌دهد، این نبشته سی سطر و به‌خط پهلوی ساسانی است که در حدود بیست سطر آن کاملاً سالم و بقیه از بین رفته‌است. سنگ‌نوشته مربوط به کرتیر موبد موبدان، بزرگترین روحانی آن عصر، و نقش هم به‌ظاهر خود اوست.
کرتیر در این کتیبه خدمات دینی خود را به کشور شاهنشاهی شرح داده‌است.

## مجلس سوم

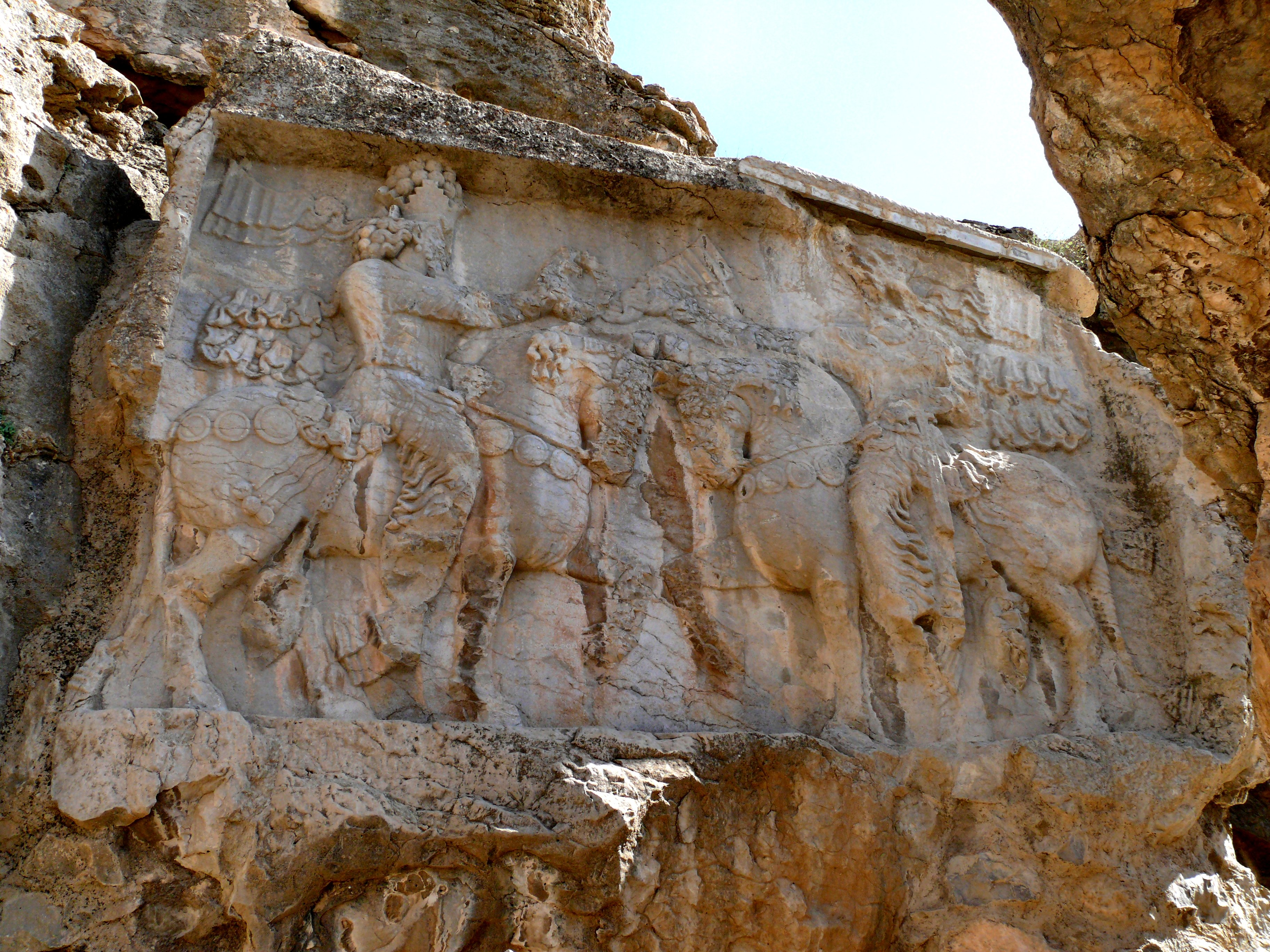
سنگ‌نگاره تاج‌گذاری شاپور یکم

مجلس سوم، مراسم تاج‌گذاری شاپور یکم، فرزند اردشیر پاپکان، بنیانگذار شاهنشاهی ساسانیست که از سال ۲۴۱ تا ۲۷۲ میلادی در ایران سلطنت داشت.
در این حجاری شاپور سوار بر اسب، تاج شاهی را از روحانی بزرگ یا مظهر اهورا مزدا که او هم سوار بر اسب است می‌گیرد.
جلو نقش رجب میدانگاه وسیعی است که می‌توان حدس زد زمانی آباد و خانه‌هایی در آنجا وجود داشته‌است و حجاری آبی که در کوه نقش رجب دیده می‌شود این تصور را تقویت می‌نماید که چشمه آبی در آنجا وجود داشته و به‌طور کلی تفرجگاه باطراوتی بوده که دو تن از شاهان ساسانی نقش مراسم تاجگذاری خود را در آنجا به یادگار گذارده‌اند.
نقش رجب چون نزدیک شهر باستانی استخر است و این شهر زادگاه اردشیر و شاپور و نیاکان آن‌ها بوده از همین رو مراسم تاجگذاری خود را در این شهر انجام می‌دادند و به همین جهت نقوش و تصاویری از این گونه مراسم در نقش رستم و نقش رجب به یادبود گذارده‌اند.
اردشیر، بنیانگذار شاهنشاهی ساسانی در سه نقطه مراسم تاجگذاری خود را نقش کرده که یکی در همین نقش رجب، دومی در نقش رستم و سومی در تنگاب فیروزآباد است.